# Eritrea vid världsmästerskapen i simsport 2024
Eritrea tävlade vid världsmästerskapen i simsport 2024 i Doha i Qatar mellan den 2 och 18 februari 2024. Eritrea hade en trupp på tre idrottare, varav två kvinnor och en man.

## Tävlande per sport
Följande är en lista över antalet tävlande per sport.
| Sport   | Herrar | Damer | Totalt |
| ------- | ------ | ----- | ------ |
| Simning | 1      | 2     | 3      |
| Totalt  | 1      | 2     | 3      |

## Simning
Herrar
| Idrottare   | Gren            | Heat    | Heat      | Semifinal        | Semifinal        | Final            | Final            |
| Idrottare   | Gren            | Tid     | Placering | Tid              | Placering        | Tid              | Placering        |
| ----------- | --------------- | ------- | --------- | ---------------- | ---------------- | ---------------- | ---------------- |
| Aaron Owusu | 50 m frisim     | 25,66   | 84        | Gick inte vidare | Gick inte vidare | Gick inte vidare | Gick inte vidare |
| Aaron Owusu | 100 m fjärilsim | 1.05,63 | 65        | Gick inte vidare | Gick inte vidare | Gick inte vidare | Gick inte vidare |

Damer
| Idrottare      | Gren           | Heat    | Heat      | Semifinal        | Semifinal        | Final            | Final            |
| Idrottare      | Gren           | Tid     | Placering | Tid              | Placering        | Tid              | Placering        |
| -------------- | -------------- | ------- | --------- | ---------------- | ---------------- | ---------------- | ---------------- |
| Christina Rach | 50 m frisim    | 28,08   | 66        | Gick inte vidare | Gick inte vidare | Gick inte vidare | Gick inte vidare |
| Christina Rach | 100 m frisim   | 1.01,64 | 54        | Gick inte vidare | Gick inte vidare | Gick inte vidare | Gick inte vidare |
| Hearmela Melke | 50 m ryggsim   | 0DNS0   | 0DNS0     | Gick inte vidare | Gick inte vidare | Gick inte vidare | Gick inte vidare |
| Hearmela Melke | 50 m fjärilsim | 0DNS0   | 0DNS0     | Gick inte vidare | Gick inte vidare | Gick inte vidare | Gick inte vidare |